# Hemiaspis
Hemiaspis es un género de serpientes elápidas proteroglifas del que se reconocen dos especies actualmente: Hemiaspis damelii, del interior y regiones próximas a la costa centro-oriental de Australia, y Hemiaspis signata, de las regiones de la costa este de Australia.
La primera es conocida como serpiente gris y mide hasta 0,50 metros de longitud y la última como serpiente de los pantanos que alcanza hasta 0,60 metros de longitud.
Estudios recientes sobre cariología, inmunología, electroforesis y anatomía interna indican que las dos especies son taxones hermanos, pero su relación no es particularmente cerrada. Estos datos sugieren una divergencia relativamente antigua dentro de Hemiaspis, a pesar de la semejanza general en morfología, escamación y tamaño entre las dos especies vivientes.